# Flancourt-Crescy-en-Roumois
Flancourt-Crescy-en-Roumois is een gemeente in het Franse departement Eure (regio Normandië). De plaats maakt deel uit van het arrondissement Bernay. Flancourt-Crescy-en-Roumois is op 1 januari 2016 ontstaan door de fusie van de gemeenten Bosc-Bénard-Crescy, Épreville-en-Roumois en Flancourt-Catelon. De gemeente telde 1.586 inwoners op 1 januari 2022.

## Geografie
De oppervlakte van Flancourt-Crescy-en-Roumois bedroeg op de hierboven genoemde datum 19,01 vierkante kilometer; de bevolkingsdichtheid was toen 83,4 inwoners per km².

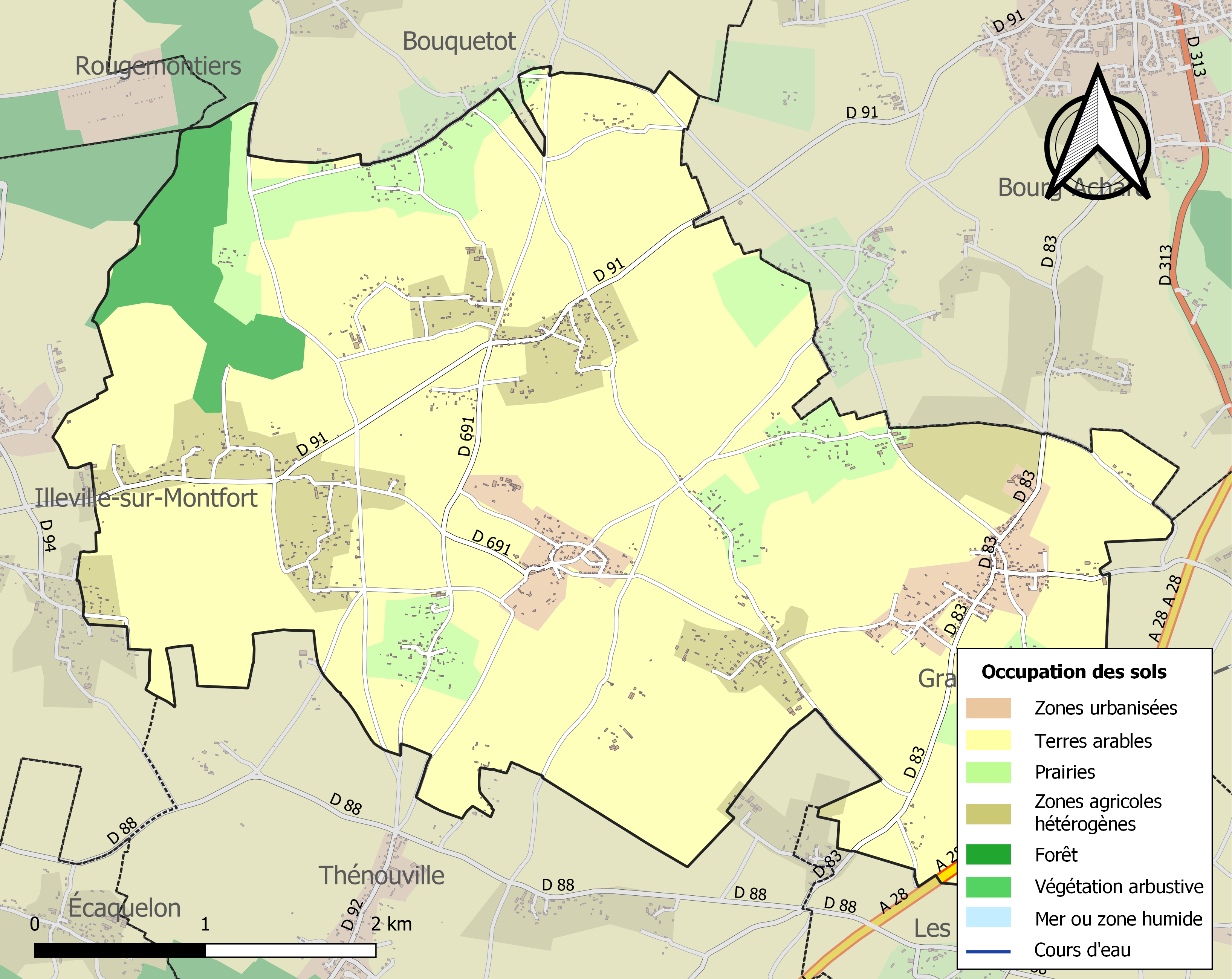
Kaart van de gemeente met belangrijkste infrastructuur, bodemgebruik en omliggende gemeenten